# Avdija Vršajević
Avdija Vršajević (Doboj, 1986. március 6. –) bosnyák válogatott labdarúgó, a Akhisar Belediyespor hátvédje.

## Statisztika

### Góljai a válogatottban
|    | Időpont           | Helyszín                                          | Ellenfél  | Gólok | Eredmény | Kiírás                                     |
| -- | ----------------- | ------------------------------------------------- | --------- | ----- | -------- | ------------------------------------------ |
| 1. | 2014. június 25.  | Arena Fonte Nova, Salvador, Brazília              | Irán      | 3–1   | 3–1      | 2014-es labdarúgó-világbajnokság           |
| 2. | 2017. március 25. | Bilino Polje Stadion, Zenica, Bosznia-Hercegovina | Gibraltár | 3–0   | 5–0      | 2018-as labdarúgó-világbajnokság-selejtező |

## Fordítás
Ez a szócikk részben vagy egészben  az   Avdija Vršajević című angol Wikipédia-szócikk fordításán alapul.  Az eredeti cikk szerkesztőit annak laptörténete sorolja fel. Ez a jelzés csupán a megfogalmazás eredetét és a szerzői jogokat jelzi, nem szolgál a cikkben szereplő információk forrásmegjelöléseként.